# أحمد قايد صالح
أحمد قايد صالح (13 يناير 1940- 23 ديسمبر 2019) هو عسكري جزائري، ورئيس أركان الجيش الشعبي الوطني الجزائري، ونائب وزير الدفاع الجزائري منذ سبتمبر 2013 وحتى وفاته في 23 ديسمبر 2019.

## حياته

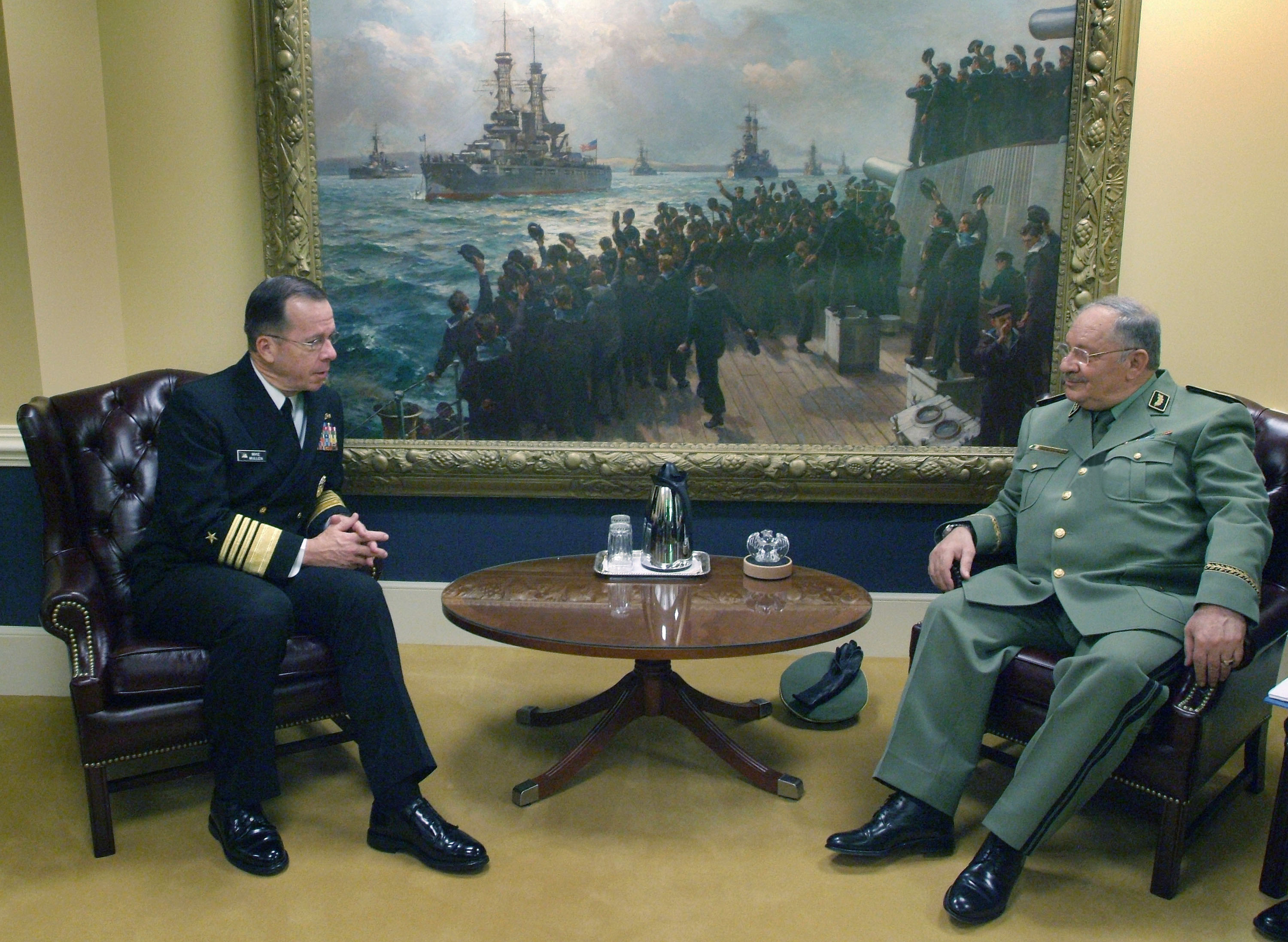
اللواء أحمد قايد صالح أستقبل من طرف رئيس العمليات البحرية الأمريكية مايك مولن، في 2006

ولد الفريق أحمد قايد صالح في 13 يناير 1940 بولاية باتنة. التحق وهو شاب بالحركة الوطنية، في سن السابعة عشر من عمره، يوم أول أغسطس 1957 بالكفاح، حيث تدرج سلم القيادة ليعين قائد كتيبة على التوالي بالفيالق 21 و 29 و 39 لجيش التحرير الوطني. غداة الاستقلال وبعد إجراء دورة تكوينية بالجزائر، لمدة سنتين (02) والاتحاد السوفييتي سابقا، لمدة سنتين (02) كذلك من 1969 إلى 1971، حيث تحصل على شهادة خصوصا بأكاديمية فيستريل. كما شارك سنة 1968 في الحملة العسكرية بالشرق الأوسط بمصر.
تقلد بقوام المعركة البرية الوظائف التالية:
- قائداً لكتيبة مدفعية،
- قائداً للواء،
- قائداً للقطاع العملياتي الأوسط ببرج لطفي/الناحية العسكرية الثالثة،
- قائدا لمدرسة تكوين ضباط الاحتياط/البليدة/الناحية العسكرية الأولى،
- قائدا للقطاع العملياتي الجنوبي لتندوف/بالناحية العسكرية الثالثة،
- نائبا لقائد الناحية العسكرية الخامسة،
- قائداً للناحية العسكرية الثالثة،
- قائداً للناحية العسكرية الثانية.

تمت ترقيته إلى رتبة لواء بتاريخ 5 يوليو 1993، وبتاريخ 1994 تم تعيين اللواء أحمد قايد صالح قائدا للقوات البرية. بتاريخ 3 أغسطس 2004، تم تعيينه رئيسا لأركان الجيش الوطني الشعبي، ومن ثم تقلّد رتبة فريق بتاريخ 5 يوليو 2006، منذ 11 سبتمبر 2013 تم تعيينه نائبا لوزير الدفاع الوطني، رئيسا لأركان الجيش الوطني الشعبي الجزائري.

## دوره في مرحلةالانتخاباتواحتجاجات الجزائر 2019
يعد الجنرال أحمد قايد صالح أحد أبرز الوجوه العسكرية داخل هرم قيادات الجيش الجزائري خلال فترة العشرية السوداء. في عام 2014، وقف قايد صالح بجانب الرئيس عبد العزيز بوتفليقة من خلال دعمه لفترة رئاسية رابعة. لكن مرض الرئيس المتكرر، جعل الجنرال يتصدر المشهد الإعلامي والسياسي في الجزائر كأحد رموز النظام وممثلهم في جلّ وسائل الإعلام الوطنية.
استمر تأييده في البداية لترشح الرئيس السابق لولاية خامسة، وخلال الحراك الشعبي الجزائري المناهض للعهدة الخامسة للرئيس الجزائري عبد العزيز بوتفليقة خلال الانتخابات الرئاسية الجزائرية 2019، قبل أن يتبنى الجنرال خطابا تصالحيا، أعلن فيه دعم الجيش للشعب الجزائري عقب الحراك الشعبي في الجزائر عام 2019.
في 26 مارس 2019، اقترح الجنرال أحمد قايد صالح على المجلس الدستوري الجزائري إعلان عائق بوتفليقة الصحي وتطبيق المادة 102 من الدستور الجزائري. لكن جزءا من الحراك الجزائري والمعارضة رفضا المقترح وجرى تحليل البيان من لدن وسائل الإعلام على أنها القطيعة بين قادة الجيش الشعبي الوطني وأسرة بوتيفليقة.
بعد أقل من أسبوع على بيان الجنرال أحمد قايد صالح، أعلنت الرئاسة في الأول من أبريل / نيسان أن الرئيس عبد العزيز بوتفليقة سيقدم استقالته قبل أيام من تاريخ انتهاء ولايته. والتي تمت في 2 أبريل 2019. وقبل ساعات قليلة من الإعلان الرسمي عن استقالة الرئيس، طلب الجنرال أحمد قايد صالح بالتطبيق الفوري للإجراء الدستوري لإقالة رئيس الدولة. فأضجى بذلك الرجل القوي في البلاد.
باسم عملية «الأيدي النظيفة»، برّر الجنرال أحمد قايد صالح اعتقال أفراد من آل بوتفليقة وعدد من رجال الأعمال، بمن فيهم سعيد بوتفليقة ومحمد مدين وبشير طرطاق ورضا كونيناف وإخوانه وعلي حداد، بالإضافة إلى بعض رجال الأعمال.
في 19 يونيو 2019، حثّ الجنرال أحمد قايد صالح المتظاهرين على عدم رفع العلم الأمازيغي، مضيفًا أن قوات الأمن قد حصلت على أوامر بمنع ذلك.
اتهم حزب التجمع من أجل الثقافة والديمقراطية الجنرال أحمد قايد صالح بمحاولة الالتفاف على مطالب الشارع لأنه رفض حلولا مثل الدخول في فترة انتقالية والتي اعتبرها القايد حلولا غير دستورية.

## عائلته
هو متزوج وأب لسبعة أبناء.

## وفاته
توفى أحمد قايد صالح على أثر نوبة قلبية في 23 ديسمبر 2019.
عقب وفاته أعلن الرئيس الجزائري عبد المجيد تبون من خلال بيان من رئاسة الجمهورية الحداد في كامل الجزائر لمدة ثلاثة أيام ولمدة سبعة أيام بالنسبة للجيش الوطني الشعبي، حيث عمت حالة من الصدمة في الجزائر ولدى الجزائريين، انتشرت في مواقع التواصل الإجتماعي عبارات ترحم وشكر على الدور الذي لعبه في الحفاظ على سلمية الحراك الشعبي منها: «وداعا عمي صالح»،«رحل أسد الجزائر»، «فارقنا محارب فرنسا»، «الله يرحمك يا القايد»، «وداعا عمي صالح، لن ننساك أيها البطل ستظل في قلوبنا إلى الأبد، عاهدت ووفيت، نحن على دربك ماضون، المؤسسة العسكرية لا تزول بزوال الرجال، طوبى لك، دخلت تاريخ الجزائر من أوسع أبوابه».
نُصبت العديد من خيام التعزية في ربوع الجزائر من قبل الشعب وفتحت مراكز الجيش للتعزية، تم إخراج من قبل الشعب مأدبات عشاء صدقة لروح القائد صالح.
صرحت أخت القايد صالح: «عندما سمعت قلت أن هذه إشاعة مستحيل خويا يموت مستحيل أب الجزائر بموت إنه مجاهد من عائلة ثورية... أخذ العزة نتاع الجزائر في قلبه ضحى من أجلها وناضل من أجلها... سلمها لأهلها ناضل من أجلها الصبر والسلوان لنا وللجزائر كلها»، «خويا عاش غاليا ومات غاليا.. تعهّد فأوفى ومات مرتاحا»
بدأت مراسم تشييع جثمان رئيس الأركان منذ الصباح، حضر جنازة القائد صالح في الجزائر العاصمة ملايين من الجزائريين من مختلف ولايات الجزائر، إلى جانب حضور رسمي جزائري منها الرئيس عبد المجيد تبون وهو متأثر يحبس دموعه، عبد القادر بن صالح، الوزير الأول بالنيابة صبري بوقادوم، رئيس مجلس الأمة بالنيابة صالح قوجيل، قيادات وضباط من الجيش على غرار رئيس أركان الجيش الوطني بالنيابة سعيد شنقريحة، مدير الأمن الداخلي واسيني بوعزة، ووفود رسمية أجنبية منها: وفد من كبار قيادات الجيش المصري على رأسه مساعد الرئيس المصري لشؤون الدفاع الفريق أول صدقي صبحي، سفير السعودية بالجزائر عبد العزيز العميريني حيث صرح «سيبقى ذكره خالداً، وسيشهد التاريخ على مآثره الجليلة، رحمه الله رحمة واسعة واسكنه فسيح جناته»
بعد أن بدأ الموكب بالتحرك من مبنى قصر الشعب، غُير مسار الموكب لكثرة الحشود الشعبية في المسار السابق ونقل على مركبة عسكرية مسجى بالعلم الوطني الجزائري ومرفوقا بأفراد من الجيش الوطني الشعبي، أخذ المشيعون يهتفون: «الله أكبر الله أكبر جيش شعب خاوة خاوة والقايد صالح مع الشهداء»، كان المقصد النهائي للموكب هو مقبرة العالية لتؤدى هناك صلاة الجنازة.
رثا الكثير من الشعراء الجزائريين القايد صالح بعد وفاته، ومن هؤلاء: محمد جربوعة التميمي الذي قال:
| أحمد قايد صالح | أوراسُ، أعرفُ أنّ المشتكى جللُ لكنْ أعزيكَ، فاصبرْ أيها الجبلُ أوراسُ، دعه قليلا.. إنه تعِبٌ ولم ينم سنةً.. حتى أتى الأجلُ مشى طويلا.. وأعيى الدرب نبضتهُ وآن أن يستريحَ القائد البطلُ أبو الجزائر هذا، عاش يَحْمِلُها حمْلَ الفتى أمَّهُ، ما مسّهُ كللُ يمسّحُ الدمعَ عن عينيه إن هملتْ سرّا، ويكتمُ ما يلقى ويحتملُ وينزع الشوكَ من رِجليه مصطبِرا على الطريق، ولا يدري متى يصلُ قضى ثمانين عاما، ثمّ غاب كما تغيبُ شمسٌ.. وكالأقمار إن أفلوا هذي الجزائرَ كالصبيان تسألني أمات حقا ؟ أحقا ماتَ يا رجلُ؟ وتُمسك الثوب ثوبي كاليتيمة في حزن وتسأل كالأيتام إن سألوا: قل إنه لم يمتْ.. أو إنه مثلا عنّي بأمرٍ لأجلي الآنَ منشغِلُ ألن يقول خطابا مثل عادتهِ يُطَمْئِنُ الشعبَ فيه وهو منفعلُ ؟ أم إنه غاب كي تشتاق ثُكْنَتُهُ إليه، والرايةُ الخضراءُ، والبِدَلُ والعاشقونَ وإن ماتوا فإنهمُ لا يرحلونَ وإن همْ مثله رحلوا أقول ماتَ.. وكأسُ الموت يشربها ذوو المقامات، والأبطال، والرسلُ أوفى بما عاهد الرحمن - في قسمٍ - عليهُ، يشهد هذا الشعب والدولُ ولم تسِلْ قطرةٌ حمراءُ من دمنا على دِما الشُّهَدا.. أو فوقَ ما بذلوا لكي تظلّ كما كانتْ دماؤهمُ عُلْيا، وواضحةً، ما فوقها بَدَلُ ماتَ الحكيمُ الذي ألقى عباءتهُ على الجزائرِ، والبلدان تشتعلُ وإنه الآنَ في الأفلاك يعبُرها مع الملاكِ، إلى أخراهُ ينتقلُ | أحمد قايد صالح |
| — محمد جربوعة  | |                |

## أوسمته
الفريق أحمد قايد صالح حائز على عدة أوسمة وهي :
- وسام جيش التحرير الوطني.
- وسام الجيش الوطني الشعبي الشارة الثانية.
- وسام الاستحقاق العسكري.
- وسام الشرف.
- وسام مشاركة الجيش الوطني الشعبي في حروب الشرق الأوسط 1967 و 1973.[65]
- وسام الشجاعة.[65]
- وسام الاستحقاق الوطني برتبة صدر (19 ديسمبر 2019).[65]

## تخليدا له
تم بتاريخ 02 يونيو 2020 تسمية مقر قيادة أركان الجيش الوطني الشعبي بإسمه.

## وصلات خارجية
- الجزائرية الثالثة التلفزيون الجزائري حصة "وعقدنا العزم" مسار الراحل المجاهد الفريق أحمد قايد صالح على يوتيوب.